# Lycosa nigricans
Lycosa nigricans este o specie de păianjeni din genul Lycosa, familia Lycosidae, descrisă de Butt, Anwar și Tahir în anul 2006.
Este endemică în Pakistan. Conform Catalogue of Life specia Lycosa nigricans nu are subspecii cunoscute.